# Шудимари
Шудимари (баш. Шудимари) — деревня в Янаульском районе Республики Башкортостан Российской Федерации. Входит в состав Иткинеевского сельсовета. 

## География

### Географическое положение
Расположена на речке Якс. Расстояние до:
- районного центра (Янаул): 11 км,
- центра сельсовета (Иткинеево): 3 км,
- ближайшей ж/д станции (Янаул): 11 км.

## История
Деревня Шудимари при речке Аркаче известна с 1748 года, когда там было учтено 28 душ ясачных марийцев. В 1795 году — 65 тептярей из марийцев обоего пола. 38 человек участвовали в восстании Пугачёва.
В 1870 году Шудимарина — деревня 3-го стана Бирского уезда Уфимской губернии с 16 дворами и 86 жителями (44 мужчины, 42 женщины), все черемисы. Жители занимались лесным промыслом.
В 1896 году в деревне Новокыргинской волости IV стана Бирского уезда — 107 жителей (51 мужчина, 56 женщин).
В 1920 году по официальным данным в деревне Шудимарино 21 двор и 123 человека (58 мужчин, 65 женщин), по данным подворного подсчета — 129 марийцев в 22 хозяйствах.
В 1926 году деревня относилась к Янауловской волости Бирского кантона Башкирской АССР.
Во время Великой Отечественной войны действовал колхоз «Яке».
В 1982 году население — около 120 человек.
В 1989 году — 68 человек (30 мужчин, 38 женщин).
В 2002 году — 49 человек (26 мужчин, 23 женщины), преобладающая национальность — марийцы (86 %).
В 2010 году — 49 человек (23 мужчины, 26 женщин).

## Население
| 2002 | 2009 | 2010 |
| ---- | ---- | ---- |
| 49   | ↗69  | ↘49  |